# Hertogdom Siewierz

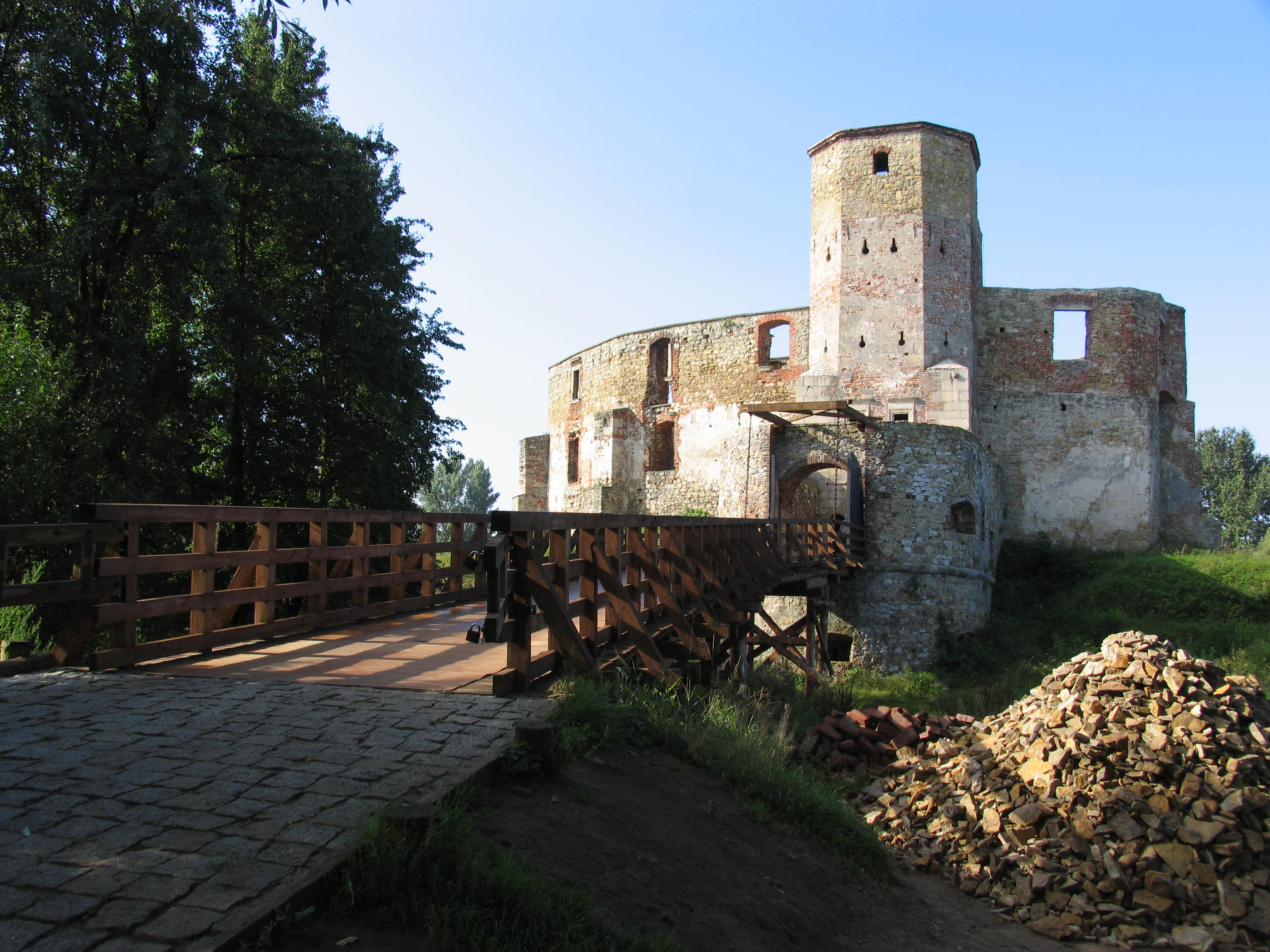
Het kasteel van Siewierz

Het hertogdom Siewierz was een hertogdom in Silezië, dat bestond van 1312 tot 1443 onder de heerschappij van de Silezische Piasten. Het gebied is in 1443 door Zbigniew Oleśnicki gekocht en werd daarmee een prinsbisdom.

## Geschiedenis
Het hertogdom ontstond in 1312 met de benoeming van Mieszko van Bytom door zijn vader Casimir van Bytom als hertog van Siewierz. Deze titel ging over op zijn broer broer Wladislaus van Bytom, die in 1337 werd opgevolgd door Casimir I van Teschen. Het 13e-eeuwse kasteel van Siewierz was een belangrijke verdedigingswerk in het hertogdom.
Casimir III van Polen verklaarde in 1338 de zogeheten wetten van Silezië nietig en besloot om drie Silezische hertogdommen in het verenigd Polen te behouden: Siewierz, Zator en Oswiecim.
De Teschens bleven 4 generaties lang de heersers van Siewierz. Wenceslaus I van Teschen moest zijn hertogschap met zijn drie broers delen, maar was vanaf 1443 alleenheerser. Echter was de hertog dat jaar genoodzaakt om Siewierz voor 6000 zilveren groats aan Zbigniew Oleśnicki te verkopen. Door deze aankoop kwam het hertogdom onder het gezag van het bisdom Krakau te staan.

## Lijst van heersers
- Mieszko van Bytom (1312–1328)
- Wladislaus van Bytom (1328–1337)
- Casimir I van Teschen (1337–1358)
- Przemysław I Noszak (1368–1410)
- Bolesław I van Teschen (1410–1431)
- Wladislaus van Glogau (1431–1442)
- Przemysław II van Teschen (1431–1442)
- Bolesław II van Teschen (1431–1442)
- Wenceslaus I van Teschen (1431–1443)